# Campanya presidencial de Donald Trump de 2016
La campanya presidencial de Donald Trump de 2016 va començar oficialment el 16 de juny de 2015 i va acabar el 8 de novembre de 2016, quan va guanyar les eleccions i va esdevenir President electe dels Estats Units. Donald Trump, un empresari i una celebritat televisiva, va anunciar la seva candidatura per a la Presidència dels Estats Units a la Torre Trump de la ciutat de Nova York, amb l'eslògan "Make America Great Again" ("Fes dels Estats Units un gran país de nou"). El seu cap de campanya va ser Corey Lewandowski.
L'oposició de Trump a la immigració il·legal, el lliure comerç i l'intervencionisme militar li va comerciejar un fort suport entre la classe mitjana nord-americana. Les seves propostes polítiques i les seves declaracions sobre l'estat del país van fer d'ell el principal candidat republicà consistent en les enquestes d'opinió Molts dels seus comentaris van generar una gran polèmica entre el públic, els altres candidats, els mitjans i els socis comercials de Trump, dels quals alguns d'ells van posar fi a les seves relacions comercials per això. Els mitjans de comunicació dominants han donat una àmplia cobertura a la seva campanya, més que tot per les seves declaracions fora del que és políticament correcte, i alhora criticar-lo amb vehemència. Aquelles opinions fora de la correcció política van ser el tema corrent de la seva campanya, i ho van fer popular entre els seus partidaris. Els temes més radicals i àmpliament informats de Trump van ser sobre la immigració i la seguretat fronterera, de la qual va proposar la deportació de tots els immigrants il·legals, la construcció d'un mur a la frontera entre els Estats Units i Mèxic i la prohibició temporal de l'entrada de musulmans als Estats Units, relacionant els problemes que porta la immigració a la frontera.
Els actes de campanya de Trump ha atret grans multituds, així com públic en contra del seu missatge. Alguns d'aquests esdeveniments van ser marcats per incidents de violència, majorment de detractors anti-Trump contra simpatitzants de Trump, encara que també en el cas contrari, com l'expulsió de periodistes i activistes progressistes d'esquerra que criticaven el missatge de Trump. El cas més violent va ser el míting de Chicago, que va acabar per ser suspès per la irrupció de manifestants que, segons Trump, simpatitzaven amb el candidat demòcrata Bernie Sanders en el lloc d'acte de campanya. Una acusació que va ser rebutjada per Sanders. Alguns mitjans han reportat que seguidors de Hilary Clinton i Ted Cruz també formen part de les manifestacions.
Per a mitjans de març, Trump és el clar preferit per a la nominació republicana, qui va guanyar en 18 estats i un territori i va acumular 678 delegats.

## Anunci
Trump va anunciar formalment la seva candidatura a la presidència el 16 de juny de 2015. El seu anunci es va dur a terme en un acte de campanya a la Torre Trump a la ciutat de Nova York. Trump va dir: "Fem que el nostre país sigui gran de nou", i també va prometre que, si és elegit president, "serà el president més gran d'ocupacions que Déu hagi creat".

## Campanya
Immediatament després del seu anunci de candidatura a Nova York, Trump va viatjar a Iowa per fer campanya en mires del caucus de Iowa. També va fer campanya extensament a Nou Hampshire, també lloc de les primeres primàries del partit. La campanya de Trump va cancel·lar esdeveniments a Charleston (Carolina del Sud), arran de la massacre de l'església de Charleston.

### Mítings
Donald Trump ha convocat a grans multituds en els seus mítings, omplint estadis i gimnasos de col·legis. Milers de persones van assistir als mítings de Trump a Iowa, més que qualsevol altre candidat republicà.
Al míting de l'11 de juliol de 2015 a Phoenix (Arizona), diversos milers de persones van anar al Centre de Convencions de |Phoenix, convertint l'esdeveniment des de lluny en un dels més multitudinaris que qualsevol altre candidat, uns 10 000 segons la campanya de Trump. El xèrif del comtat de Maricopa Joe Arpaio va presentar al candidat. Durant el seu discurs, Trump va invocar el discurs "la majoria silenciosa" de Richard Nixon, dient que la majoria silenciosa estava de tornada.
El 21 d'agost, Trump va celebrar un míting en l'Estadi Ladd-Peebles a Mobile (ciutat d'Alabama) assistint aproximadament unes 30.000 persones.

### Violència i expulsions en mítings
Va haver-hi agressions físiques i verbals entre els simpatitzants i detractors de Trump en actes de campanya. La intolerància de moltes persones en contra del candidat afegida a la frustració de la nord-americana mitjana va acabar en provocacions entre tots dos bàndols en molts mítings. Alguns van acusar la retòrica de Trump com a incitació a la violència, encara que en la majoria de vegades van ser els crítics a Trump els qui assistien als mítings del candidat republicà a interrompre els seus discursos.

### Posicions polítiques

#### Mur fronterer i immigració il·legal
En el seu discurs inaugural, Trump va prometre que construiria "un gran mur" a la frontera dels Estats Units i Mèxic, i va continuar sent emfàtic en aquest assumpte al llarg de la seva campanya, fins i tot assenyalant que el mur seria pagat per Mèxic. Va proposar mesures a la frontera contra la immigració il·legal, i el 6 de juliol de 2015 va declarar que "el govern mexicà incentiva a la seva gent més indesitjable a emigrar als Estats Units, gent amb un munt de problemes, en molts casos criminals, narcotraficants i violadors", encara que va reconèixer que alguns han de ser bones persones. En el seu primer míting a la ciutat de Derry (Nou Hampshire) el 19 d'agost de 2015, Trump va declarar: "Dia 1 de la meva presidència, (els il·legals) se n'aniran i se n'aniran ràpid", i poc després a Alabama, va declarar en una conferència telefònica que els dotze milions d'indocumentats serien deportats en dos anys.

## Crítiques
Trump ha estat durament criticat per altres conservadors nord-americans. El seu rival principal Ted Cruz va acusar Trump de no ser un conservador real, d'haver donat suport a candidats demòcrates i d'haver estat a favor de posicions liberals com l'avortament i el matrimoni homosexual. Mitt Romney va assegurar que en la campanya estaven en joc «el Trumpisme contra el Republicanisme» i va acusar Trump de mantenir posicions contràries al Partit Republicà com a suposat racisme, xenofòbia, intolerància religiosa i incitació a la violència. El senador republicà Lindsey Graham va assegurar que Trump era un perill per al partit.